# Pristipomoides filamentosus
Pristipomoides filamentosus là một loài cá biển thuộc chi Pristipomoides trong họ Cá hồng. Loài này được mô tả lần đầu tiên vào năm 1830.

## Từ nguyên
Tính từ định danh filamentosus trong tiếng Latinh mang nghĩa là "có dạng sợi", hàm ý đề cập đến tia vây lưng mềm phía cuối vươn dài thành sợi ở loài này.

## Phạm vi phân bố và môi trường sống
P. filamentosus có phân bố rộng khắp khu vực Ấn Độ Dương - Thái Bình Dương, bao gồm cả Biển Đỏ, từ Đông Phi trải dài về phía đông đến quần đảo Hawaii và quần đảo Société, giới hạn phía bắc đến quần đảo Amami (Nhật Bản), phía nam đến Úc (gồm đảo Lord Howe và đảo Norfolk xa bờ) và quần đảo Kermadec. P. filamentosus cũng được ghi nhận tại vùng biển Việt Nam.
P. filamentosus sống tập trung trên các rạn san hô ở độ sâu khoảng từ 40 đến ít nhất là 400 m.

## Mô tả
Chiều dài cơ thể lớn nhất được ghi nhận ở P. filamentosus là 100 cm, nhưng phổ biến hơn với chiều dài khoảng 50 cm. Cá có nhiều biến thể màu, từ nâu tím đến đỏ tía. Mõm và khoảng giữa hai hốc mắt có các vạch sọc vàng và các đốm xanh lam. Vây lưng và vây đuôi xanh lam nhạt hoặc tím nhạt với viền màu cam đỏ.
Số gai ở vây lưng: 10; Số tia vây ở vây lưng: 11; Số gai ở vây hậu môn: 3; Số tia vây ở vây hậu môn: 7–9; Số tia vây ở vây ngực: 15–16; Số vảy đường bên: 57–62.

## Sinh thái
Thức ăn của P. filamentosus là những loài cá nhỏ, động vật giáp xác và động vật thân mềm.
Mùa sinh sản của P. filamentosus diễn ra từ tháng 10 đến tháng 4, đỉnh điểm là khoảng từ tháng 2 đến tháng 4 và tháng 11 ở Seychelles. Còn ở Hawaii, sinh sản diễn ra từ tháng 3 đến tháng 12, đỉnh điểm là từ tháng 5 đến tháng 9.
Độ tuổi lớn nhất mà P. filamentosus đạt được là 64 năm, được biết đến ở Nam Thái Bình Dương; còn ở Hawaii, loài này được ghi nhận ít nhất là 45 năm tuổi.

## Thương mại
P. filamentosus là loại cá thực phẩm chất lượng. Đây cũng là một trong hai loài có giá trị thương mại nhất tại Hawaii, bên cạnh đó là Etelis coruscans. P. filamentosus cũng là một loài cá câu thể thao.